# Campeonato Mundial de Atletismo Júnior de 2010 - 800 m feminino
A prova dos 800 metros rasos feminino do Campeonato Mundial de Atletismo Júnior de 2010 ocorreu entre os dias 20 e 22 de julho em Moncton, no Canadá. 

## Recordes
Antes desta competição, os recordes mundiais e do campeonato nesta prova eram os seguintes:
|     | Nome                | Nacionalidade | Tempo   | Local     | Data                 |
| --- | ------------------- | ------------- | ------- | --------- | -------------------- |
| WJR | Pamela Jelimo       | Quênia        | 1:54.01 | Zurique   | 29 de agosto de 2008 |
| CR  | Elena Mirela Lavric | Roménia       | 2:00.06 | Bydgoszcz | 11 de julho de 2008  |

## Medalhistas
| Ouro                      | Prata               | Bronze             |
| Elena Mirela Lavric (ROU) | Cherono Koech (KEN) | Annet Negesa (UGA) |

## Cronograma
Todos os horários são locais (UTC-4).
| Data        | Hora  | Evento        |
| ----------- | ----- | ------------- |
| 20 de julho | 10:05 | Eliminatórias |
| 21 de julho | 10:30 | Semifinal     |
| 22 de julho | 20:20 | Final         |

## Resultados

### Eliminatórias
As eliminatórias se iniciaram no dia 20 de julho ás 10:05. 
Bateria 1
| Posição | Atleta               | Nacionalidade  | Tempo   | Notas |
| ------- | -------------------- | -------------- | ------- | ----- |
| 1       | Joanna Jóźwik        | Polónia        | 2:07.64 | Q     |
| 2       | Natoya Goule         | Jamaica        | 2:08.11 | Q     |
| 3       | Laura Roesler        | Estados Unidos | 2:08.17 | Q     |
| 4       | Alawia Maki          | Sudão          | 2:08.66 | Q     |
| 5       | Marija Stambolic     | Sérvia         | 2:09.35 |       |
| 6       | Darya Orekhova       | Rússia         | 2:09.51 |       |
| 7       | Esin Dölek           | Turquia        | 2:11.85 |       |
| 8       | Halina Amialiashchyk | Bielorrússia   | 2:12.76 |       |

Bateria 2
| Posição | Atleta            | Nacionalidade | Tempo   | Notas |
| ------- | ----------------- | ------------- | ------- | ----- |
| 1       | Angie Smit        | Nova Zelândia | 2:07.13 | Q     |
| 2       | Selina Büchel     | Suíça         | 2:07.40 | Q     |
| 3       | Annie Leblanc     | Canadá        | 2:07.45 | Q     |
| 4       | Sarah Kelly       | Reino Unido   | 2:07.72 | Q     |
| 5       | Esma Aydemir      | Turquia       | 2:08.17 | q     |
| 6       | Ayaka Yokose      | Japão         | 2:09.14 |       |
| 7       | Lovisa Lindh      | Suécia        | 2:10.51 |       |
| 8       | Evangelina Thomas | Argentina     | 2:13.77 |       |

Bateria 3
| Posição | Atleta               | Nacionalidade  | Tempo   | Notas |
| ------- | -------------------- | -------------- | ------- | ----- |
| 1       | Elena Mirela Lavric  | Roménia        | 2:05.90 | Q     |
| 2       | Ajee' Wilson         | Estados Unidos | 2:05.94 | Q     |
| 3       | Yekaterina Zavyalova | Rússia         | 2:06.14 | Q     |
| 4       | Carly Paracholski    | Canadá         | 2:06.70 | Q     |
| 5       | Nelly Jepkosgei      | Quênia         | 2:07.36 | q     |
| 6       | Faithful Goremusandu | Zimbabwe       | 2:08.89 |       |
| 7       | Vendela Mindelöf     | Suécia         | 2:09.01 |       |
| 8       | Stefanie Barmet      | Suíça          | 2:11.36 |       |
| 9       | Woina Wolde          | Etiópia        | 2:14.94 |       |

Bateria 4
| Posição | Atleta              | Nacionalidade | Tempo   | Notas |
| ------- | ------------------- | ------------- | ------- | ----- |
| 1       | Cherono Koech       | Quênia        | 2:06.48 | Q     |
| 2       | Corinna Harrer      | Alemanha      | 2:07.16 | Q     |
| 3       | Camilla De Bleecker | Bélgica       | 2:07.49 | Q     |
| 4       | Anna Roche          | Nova Zelândia | 2:07.58 | Q     |
| 5       | Zenitha Eriksson    | Finlândia     | 2:07.64 | q     |
| 6       | Olga Lyakhovas      | Ucrânia       | 2:09.24 |       |
| 7       | Saloua Bouakira     | Argélia       | 2:10.35 |       |
| 8       | Alejandra Pozas     | México        | 2:12.79 |       |

Bateria 5
| Posição | Atleta             | Nacionalidade             | Tempo   | Notas |
| ------- | ------------------ | ------------------------- | ------- | ----- |
| 1       | Annet Negesa       | Uganda                    | 2:04.20 | Q     |
| 2       | Rose Mary Almanza  | Cuba                      | 2:06.74 | Q     |
| 3       | Manami Mashita     | Japão                     | 2:08.47 | Q     |
| 4       | Jessica dos Santos | Brasil                    | 2:08.53 | Q     |
| 5       | Alena Brooks       | Trinidad e Tobago         | 2:08.82 | q     |
| 6       | Charline Mathias   | Luxemburgo                | 2:09.73 |       |
| 7       | Anuschka Nice      | África do Sul             | 2:12.94 |       |
| 8       | Azemra Gebru       | Etiópia                   | 2:23.08 |       |
| 9       | Tatiana Guela      | República Centro-Africana | 2:34.49 |       |

### Semifinal
As semifinais se iniciaram no dia 21 de julho ás 10:30. 
Semifinal 1
| Posição | Atleta              | Nacionalidade     | Tempo   | Notas |
| ------- | ------------------- | ----------------- | ------- | ----- |
| 1       | Annet Negesa        | Uganda            | 2:02.27 | Q     |
| 2       | Elena Mirela Lavric | Roménia           | 2:02.53 | Q     |
| 3       | Sarah Kelly         | Reino Unido       | 2:02.89 | q     |
| 4       | Laura Roesler       | Estados Unidos    | 2:04.34 |       |
| 5       | Carly Paracholski   | Canadá            | 2:05.99 |       |
| 6       | Camilla De Bleecker | Bélgica           | 2:06.44 |       |
| 7       | Anna Roche          | Nova Zelândia     | 2:07.01 |       |
| 8       | Alena Brooks        | Trinidad e Tobago | 2:10.10 |       |

Semifinal 2
| Posição | Atleta               | Nacionalidade  | Tempo   | Notas |
| ------- | -------------------- | -------------- | ------- | ----- |
| 1       | Cherono Koech        | Quênia         | 2:04.21 | Q     |
| 2       | Yekaterina Zavyalova | Rússia         | 2:04.33 | Q     |
| 3       | Ajee' Wilson         | Estados Unidos | 2:04.33 | q     |
| 4       | Natoya Goule         | Jamaica        | 2:05.07 |       |
| 5       | Joanna Jóźwik        | Polónia        | 2:05.09 |       |
| 6       | Selina Büchel        | Suíça          | 2:07.28 |       |
| 7       | Esma Aydemir         | Turquia        | 2:08.79 |       |
| 8       | Zenitha Eriksson     | Finlândia      | 2:11.99 |       |

Semifinal 3
| Posição | Atleta             | Nacionalidade | Tempo   | Notas |
| ------- | ------------------ | ------------- | ------- | ----- |
| 1       | Rose Mary Almanza  | Cuba          | 2:04.22 | Q     |
| 2       | Corinna Harrer     | Alemanha      | 2:04.35 | Q     |
| 3       | Nelly Jepkosgei    | Quênia        | 2:05.13 |       |
| 4       | Annie Leblanc      | Canadá        | 2:05.17 |       |
| 5       | Angie Smit         | Nova Zelândia | 2:05.51 |       |
| 6       | Jessica dos Santos | Brasil        | 2:06.54 |       |
| 7       | Alawia Maki        | Sudão         | 2:06.54 |       |
| 8       | Manami Mashita     | Japão         | 2:10.54 |       |

### Final
A prova final foi realizada no dia 22 de julho ás 20:20. 
| Posição           | Atleta               | Nacionalidade  | Tempo   | Notas |
| ----------------- | -------------------- | -------------- | ------- | ----- |
| Medalha de ouro   | Elena Mirela Lavric  | Roménia        | 2:01.85 |       |
| Medalha de prata  | Cherono Koech        | Quênia         | 2:02.29 |       |
| Medalha de bronze | Annet Negesa         | Uganda         | 2:02.51 |       |
| 4                 | Rose Mary Almanza    | Cuba           | 2:02.67 |       |
| 5                 | Ajee' Wilson         | Estados Unidos | 2:04.18 |       |
| 6                 | Corinna Harrer       | Alemanha       | 2:04.28 |       |
| 7                 | Sarah Kelly          | Reino Unido    | 2:04.80 |       |
| 8                 | Yekaterina Zavyalova | Rússia         | 2:05.56 |       |

Legenda
| Recorde mundial       | Recorde mundial (World record)               |                       | Recorde africano                      | Recorde africano (African) |                                           | Q | Classificado por posição (Qualified) |
| Recorde do campeonato | Recorde do campeonato (Championship record)  | Recorde da América    | Recorde da América (Americas)         | q                          | Classificado por melhor tempo (Qualified) |   |                                      |
| Melhor marca do ano   | Melhor marca do ano (World leading)          | Recorde asiático      | Recorde asiático (Asian)              | DNS                        | Não largou (Did not start)                |   |                                      |
| Recorde nacional      | Recorde nacional (National record)           | Recorde europeu       | Recorde europeu (European)            | DNF                        | Não terminou (Did not finish)             |   |                                      |
| Recorde pessoal       | Recorde pessoal do atleta (Personal best)    | Recorde da Oceania    | Recorde da Oceania (Oceania)          | DSQ / DQ                   | Desclassificado (Disqualified)            |   |                                      |
| Recorde da temporada  | Recorde da temporada do atleta (Season best) | Recorde sul-americano | Recorde sul-americano (South America) | NM                         | Sem marca (No mark)                       |   |                                      |